# Crisis de las ollas comunes en Perú
La crisis de las ollas comunes en Perú se refiere al desabastecimiento alimentario que se está desarrollando desde 2020 debido a la crisis política agravada, aunado a la pandemia de COVID-19 que obliga a las ollas comunitarias a superar sus capacidades.
Por su condición de país precario, la olla común en Perú es un ingreso alimentario relevante y existe masivamente incluso desde antes de la pandemia. Según Agencia EFE en Lima 240 000 personas se alimentan únicamente con las ollas comunes   debido a que volvieron o empeoraron su condición económica debido a la situación pandémica.

## Desarrollo

### Cuarentena
La pandemia de COVID-19 hizo retroceder a la pobreza y extrema pobreza debido a las políticas de confinamiento llevadas a cabo durante el gobierno de Martín Vizcarra. En junio de 2020 France24 notificó que en distritos de Lima Metropolitana, como San Martín de Porres había una masa poblacional donde por carencia económica debido a la pandemia solo podía abastecerse de alimento en las ollas vecinales formadas por las comunidades barriales.
Las ollas comunes más golpeadas eran las que se encontraban en cerros periféricos de Lima que además del encarecimiento de los alimentos, tampoco contaban con los servicios básicos como el agua potable. Muchas de estas poblaciones vivían en la economía informal y debían su sustento diario a ese tipo de trabajo, que se vio roto cuando Vizcarra ordenó el cierre del país.
Para el 8 de octubre de 2020, la Municipalidad Metropolitana de Lima registró 622 ollas comunes a nivel de toda Lima lo que ayudó a reducir el riesgo de hambruna 70 mil ciudadanos, siendo la mayoría niños menores de cinco años. Aunque las mismas madres de familia afirmaron que la alimentación de emergencia no era la mejor ya que la mayoría era carbohidratos.

### Impacto en las mujeres
Las mujeres fueron las principales afectadas por la cuarentena, perdiendo varias de ellas su trabajo o ingreso económico, muchas de ellas eran trabajadoras de hogar. Las mujeres desempleadas se agrupaban en secciones para acordar crear ollas comunes; Lourdes Sosuna miembro de una olla común en Villa María del Triunfo expresa lo siguiente:

Aquí nos ayudamos entre todos porque esto es para todos. Podemos sentirnos desganados cuando no hay alimento, pero igual seguimos. Si hoy no hay, habrá mañana.

### Ineficacia estatal

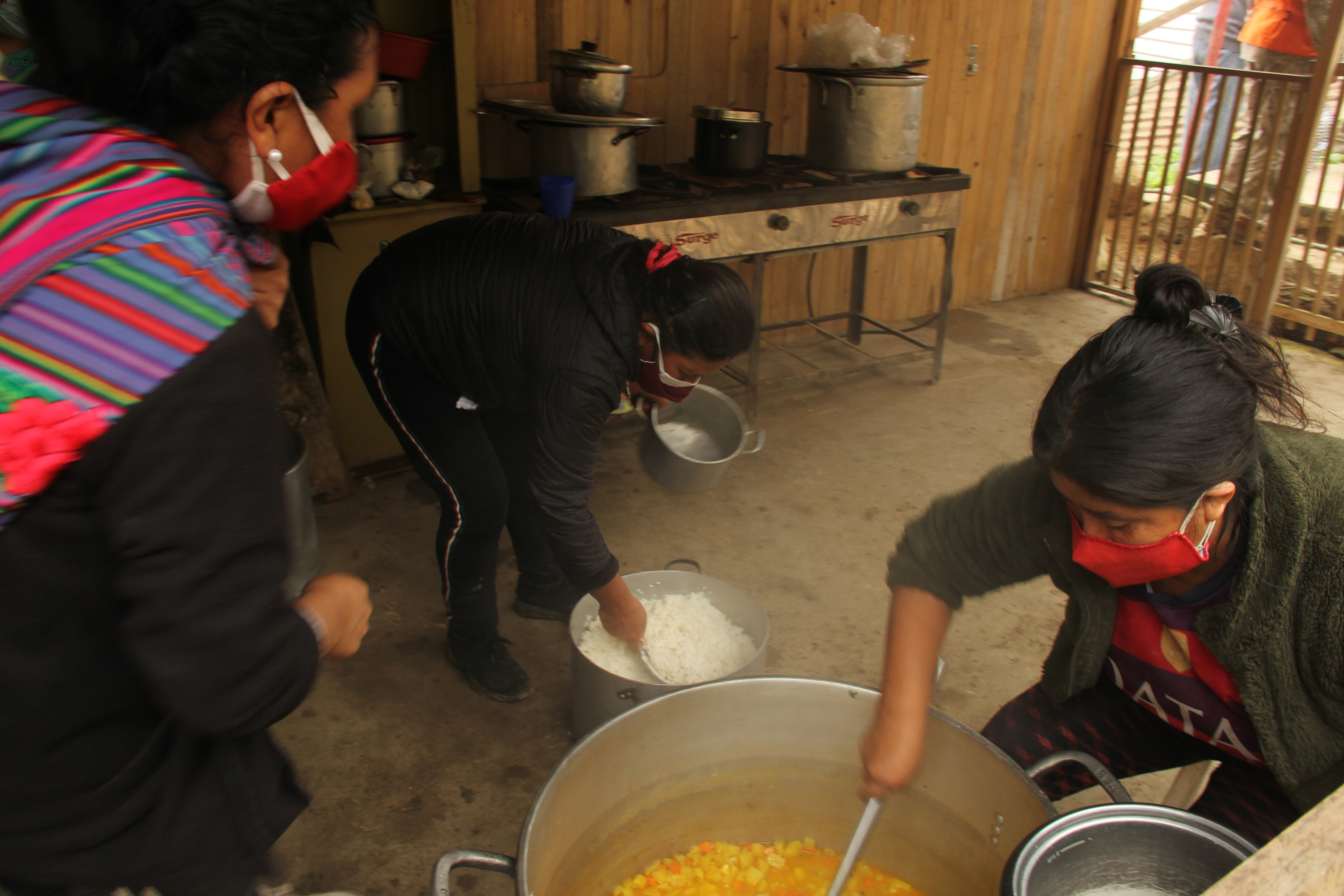
Mujeres en una olla común de Lima en 2021.

Las constantes disputas entre el Ejecutivo y el Legislativo hizo que los proyectos para brindar apoyo estatal a las ollas comunes no se lograran concretar, como su inclusión en la Ley 30790 —Ley de los comedores populares—. A nivel micro, las ollas comunes también eran marginalizadas por las entidades municipales, ante la ineficacia de la fiscalización muchos de los alimentos destinados a ollas comunes fueron a parar en otros lugares, se terminó creando el fenómeno de «ollas fantasmas» en donde los alimentos terminaban en ollas comunes que ya no funcionaban o en comedores populares que no lo necesitaban.
La Defensoría del Pueblo del Perú y la Contraloría General de la República del Perú tuvieron que intervenir y confirmaron casos de corrupción por parte de los municipales en el reparto del abastecimiento. La señora Fortunata, lideresa de las ollas comunes a nivel de Lima Metropolitana informó que hay un interés de las municipales en cansar a los que realizan las ollas comunes para que puedan redirigir los alimentos a algún objetivo personal.
La ineficiencia se extendió en el cargo de Rafael López Aliaga como alcalde de Lima y Dina Boluarte como presidenta.

### Alza de precios
En mayo de 2021 algunas ollas comunes tuvieron que cerrar debido a la imposibilidad de seguir obteniendo alimentos.
La saturación y colapso de los servicios de ollas comunes como tal comenzó a medianos de 2021 paralelamente al inicio del gobierno de Pedro Castillo debido al alza de precios de alimentos, teniendo que reducir las raciones de cada plato para poder mantener un ritmo, muchas ollas comunes dejaron de usar de carne o pollo, dejaron de utilizar protegía animal ante la imposibilidad de poder comprarlo. Otras muchas ollas comunes tuvieron que figar precios de compra y venta de la ración para poder comprar los productos.